# سابرین ماویی
سابرین ماویی (انگلیسی: Sabrine Maui؛ زاده ۲۴ سپتامبر ۱۹۸۰) یک بازیگر پورنوگرافی اهل ایالات متحده آمریکا است.